# ISO 8859-5
ISO 8859-5, також знана як Кирилиця — 8-бітна кодова таблиця, частина стандарту ISO 8859. Розроблена для кирилиці: української (без літери Ґ, яку на той час вже виключили з абетки у правописі УРСР), білоруської, болгарської, сербської, македонської та російської мов. Однак ніколи не набувала великої популярності.
ISO_8859-5:1988, відоміша, як ISO-8859-5. Інколи зустрічаються такі назви: iso-ir-144, ISO 8859-5, cyrillic та csISOLatinCyrillic.
Після відродження літери Ґ, її відсутність стала недоліком даного кодування, тому було створено CP1124 — модифікацію ISO-8859-5, що охоплює повний сучасний український алфавіт, розміщуючи літеру Ґґ на місці македонської Ѓѓ, графічно подібної до неї.
Інші 8-бітні кодові таблиці, на кшталт CP866, KOI8-U, KOI8-R та Windows-1251 є популярнішими. Можливо, усі три в майбутньому поступляться своїм місцем Юнікоду.
Попри низьку популярність, кодування ISO-8859-5 стало зразком для основного кириличного блоку Юнікоду, що повторює ту ж послідовність літер у діапазоні 0401...045F. У свою чергу, прототипом ISO-8859-5 було т.зв. Основне кодування, що містило кириличні літери лише російського алфавіту і теж поступалось за популярністю іншим кириличним кодуванням того часу.

## Кодова таблиця
| ISO/IEC 8859-5 | ISO/IEC 8859-5      | ISO/IEC 8859-5      | ISO/IEC 8859-5      | ISO/IEC 8859-5      | ISO/IEC 8859-5      | ISO/IEC 8859-5      | ISO/IEC 8859-5      | ISO/IEC 8859-5      | ISO/IEC 8859-5      | ISO/IEC 8859-5      | ISO/IEC 8859-5      | ISO/IEC 8859-5      | ISO/IEC 8859-5      | ISO/IEC 8859-5      | ISO/IEC 8859-5      | ISO/IEC 8859-5      |
| -------------- | ------------------- | ------------------- | ------------------- | ------------------- | ------------------- | ------------------- | ------------------- | ------------------- | ------------------- | ------------------- | ------------------- | ------------------- | ------------------- | ------------------- | ------------------- | ------------------- |
|                | x0                  | x1                  | x2                  | x3                  | x4                  | x5                  | x6                  | x7                  | x8                  | x9                  | xA                  | xB                  | xC                  | xD                  | xE                  | xF                  |
| 0x             | не використовується | не використовується | не використовується | не використовується | не використовується | не використовується | не використовується | не використовується | не використовується | не використовується | не використовується | не використовується | не використовується | не використовується | не використовується | не використовується |
| 1x             | не використовується | не використовується | не використовується | не використовується | не використовується | не використовується | не використовується | не використовується | не використовується | не використовується | не використовується | не використовується | не використовується | не використовується | не використовується | не використовується |
| 2x             | SP                  | !                   | "                   | #                   | $                   | %                   | &                   | '                   | (                   | )                   | *                   | +                   | ,                   | —                   | .                   | /                   |
| 3x             | 0                   | 1                   | 2                   | 3                   | 4                   | 5                   | 6                   | 7                   | 8                   | 9                   | :                   | ;                   | <                   | =                   | >                   | ?                   |
| 4x             | @                   | A                   | B                   | C                   | D                   | E                   | F                   | G                   | H                   | I                   | J                   | K                   | L                   | M                   | N                   | O                   |
| 5x             | P                   | Q                   | R                   | S                   | T                   | U                   | V                   | W                   | X                   | Y                   | Z                   | [                   | \                   | ]                   | ^                   | _                   |
| 6x             | `                   | a                   | b                   | c                   | d                   | e                   | f                   | g                   | h                   | i                   | j                   | k                   | l                   | m                   | n                   | o                   |
| 7x             | p                   | q                   | r                   | s                   | t                   | u                   | v                   | w                   | x                   | y                   | z                   | {                   | \|                  | }                   | ~                   |                     |
| 8x             | не використовується | не використовується | не використовується | не використовується | не використовується | не використовується | не використовується | не використовується | не використовується | не використовується | не використовується | не використовується | не використовується | не використовується | не використовується | не використовується |
| 9x             | не використовується | не використовується | не використовується | не використовується | не використовується | не використовується | не використовується | не використовується | не використовується | не використовується | не використовується | не використовується | не використовується | не використовується | не використовується | не використовується |
| Ax             | NBSP                | Ё                   | Ђ                   | Ѓ                   | Є                   | Ѕ                   | І                   | Ї                   | Ј                   | Љ                   | Њ                   | Ћ                   | Ќ                   | SHY                 | Ў                   | Џ                   |
| Bx             | А                   | Б                   | В                   | Г                   | Д                   | Е                   | Ж                   | З                   | И                   | Й                   | К                   | Л                   | М                   | Н                   | О                   | П                   |
| Cx             | Р                   | С                   | Т                   | У                   | Ф                   | Х                   | Ц                   | Ч                   | Ш                   | Щ                   | Ъ                   | Ы                   | Ь                   | Э                   | Ю                   | Я                   |
| Dx             | а                   | б                   | в                   | г                   | д                   | е                   | ж                   | з                   | и                   | й                   | к                   | л                   | м                   | н                   | о                   | п                   |
| Ex             | р                   | с                   | т                   | у                   | ф                   | х                   | ц                   | ч                   | ш                   | щ                   | ъ                   | ы                   | ь                   | э                   | ю                   | я                   |
| Fx             | №                   | ё                   | ђ                   | ѓ                   | є                   | ѕ                   | і                   | ї                   | ј                   | љ                   | њ                   | ћ                   | ќ                   | §                   | ў                   | џ                   |